# Кольцо «А» (журнал)
Кольцо «А» — литературный журнал Союза писателей Москвы. Выпускается с 1993 года. До 2013 года редактором журнала была Татьяна Кузовлева. С марта 2013  по ноябрь 2015  редколлегию возглавлял Кирилл Владимирович Ковальджи. С ноября 2015 главным редактором «Кольца А»
стала Галина Нерпина.

## Редколлегия
| - Сергей Белорусец - Евгений Бунимович - Дмитрий Веденяпин | - Елена Исаева - Андрей Коровин - Татьяна Кузовлева | - Анатолий Курчаткин - Виктория Лебедева - Игорь Харичев |

## Рубрики
- «Проза»,
- «Поэзия»,
- «Публицистика»,
- «Интимная жизнь Москвы» (авторы: Алексей Митрофанов и Анатолий Рубинов),
- «Неожиданная версия»,
- «В сумерках большевизма»,
- «Воспоминания, письма»,
- «Аукнулось — откликнулось» (литературная полемика),
- «1000 сюжетов из русской истории» (литературные анекдоты из прошлого),
- «От смешного до остроумного»:
  - от сатирика Виктора Шендеровича:
    - прозаические миниатюры,
    - рассказы,
    - повести;

  - иронические произведения куртуазных маньеристов,
  - произведения поэта-сатирика Сергея Сатина.
- «Вернисаж «КОЛЬЦА «А» — графические работы московских художников.
- «Читальный зал».

## Печатающиеся авторы
| - Булат Окуджава, - Вячеслав Кондратьев, - Борис Чичибабин, - Роберт Рождественский, - Александр Иванов, - Евгений Весник, - Юрий Нагибин, - Борис Васильев, - Юрий Давыдов, - Григорий Свирский, - Римма Казакова, | - Валентин Оскоцкий, - Леонид Жуховицкий, - Николай Шмелёв, - Алексей Караковский - Борис Рахманин, - Юрий Арабов, - Михаил Казовский, - Маргарита Шарапова, - Валерий Былинский, - Анна Гедымин, - Николай Штромило, - Емельян Марков, | - Елена Исаева, - Василий Нацентов, - Андроник Назаретян, - Николай Устьянцев, - Михаил Свищёв, - Алексей Борычев - Лев Болдов, - Андрей Житков, - Вячеслав Свальнов, - Антон Ярбус, - Владислав Кураш - и другие. |

Название журнала связано с маршрутом московского трамвая «А» — «Аннушка». 
Тем самым журнал подчёркивает свою связь с «московскостью» — со старинным Бульварным кольцом
.

## Общественный Совет
| - Владимир Войнович - Александр Набоков | - Евгений Попов - Евгений Сидоров | - Евгений Степанов - Сергей Филатов |